# 厄利垂亞播棋
厄利垂亞播棋（Andada），是流行於厄利垂亞西部地區庫納瑪族的兩人棋類，是種播棋類，但勝利方式不同一般的播棋。

## 棋具
- 長方形棋盤，分兩列，各列至少十二個棋洞或最多到二十四個棋洞，為三的倍數，各屬一方。

- 初始佈置時，每棋洞各有兩顆棋子。

## 規則
- 每方第一回合，玩家必須把自己棋洞的棋子在自己所有棋洞作調整，讓任何己方棋洞不能有兩顆棋子，只有三或零顆，但也不能連續兩個棋洞都是零顆。然後才行棋。

- 行棋如同一般的播棋。雙方輪流從己方任一有棋子的小洞取出該洞的所有棋子，以逆時針方向分配到其他的小洞中，一洞分配一顆，直到分配完。最後分配的一顆棋子若落在任一方有棋子的小洞中時，需再從該洞再進行分配動作，直到最後分配的棋子落在無棋子的小洞中。當最後分配的一顆棋子落在己方原本無棋子的小洞裡時，並且對方正對面洞剛好有棋子時，此兩條件都符合的話，就將對面的棋子移出遊戲，也不作計分用。

- 若遊戲進行到每方都剩只有一顆棋子在自己的棋洞，則分投時若經過或移到己方的最後一個棋洞，將該棋子移出遊戲。

- 無法行棋時，輸掉遊戲。

## 外部連結
- 遊戲介紹 （页面存档备份，存于）